# Satalice
Satalice (německy Satalitz) jsou městská čtvrť a katastrální území Prahy. Žije zde přes dva tisíce obyvatel. K Praze byly připojeny roku 1974 a začleněny do městského obvodu Praha 9. 24. listopadu 1990 pak vznikla městská část Praha-Satalice. 
Je zde základní škola (ZŠ Satalice), která má kapacitu kolem 500 žáků, a dvě střední školy – Obchodní akademie Praha a 1. IT Gymnázium. Nacházejí se zde i malé obchůdky nebo asijská restaurace. Na zástavbu rodinných domů navazuje Satalická obora.

## Pamětihodnosti
- Kaple svaté Anny  –   barokní kaple z 2. čtvrtiny 18. století
- Myslivna u Satalické bažantnice

### Přírodní památky
- Satalická bažantnice
- Linda v poli u Satalic – památný topol bílý, v poli severně od Satalic směrem na Vinoř
- Památné lípy v Satalicích – památná lípa malolistá a lípa velkolistá, u kapličky
- Skupina dubů letních v Satalické bažantnici – památné stromy
- Dub letní čtyřkmen v Satalické bažantnici – památný strom

## Doprava
Okrajem čtvrtě vede železniční trať Praha–Turnov, na které je zde železniční stanice Praha-Satalice. Nádražní budova je chráněná jako kulturní památka.  Kromě toho je čtvrť obsluhovaná několika linkami městských i příměstských autobusů.